# Rushville (Indiana)
Rushville város az USA Indiana államában, Rush megyében, melynek megyeszékhelye is. Lakosainak száma 6208 fő (2020. április 1.).

## Népesség
A település népességének változása:
| Lakosok száma | 742  | 6341 | 6208 |
|               | 1850 | 2010 | 2020 |